# Kizea, Brodî
Kizea (în ucraineană Кіз'я) este un sat în comuna Komarivka din raionul Brodî, regiunea Liov, Ucraina.

## Demografie
Componența lingvistică a localității Kizea
     Ucraineană (97,4%)
     Rusă (1,3%)
Conform recensământului din 2001, majoritatea populației localității Kizea era vorbitoare de ucraineană (97,4%), existând în minoritate și vorbitori de rusă (1,3%).